# Гуахіра (департамент)

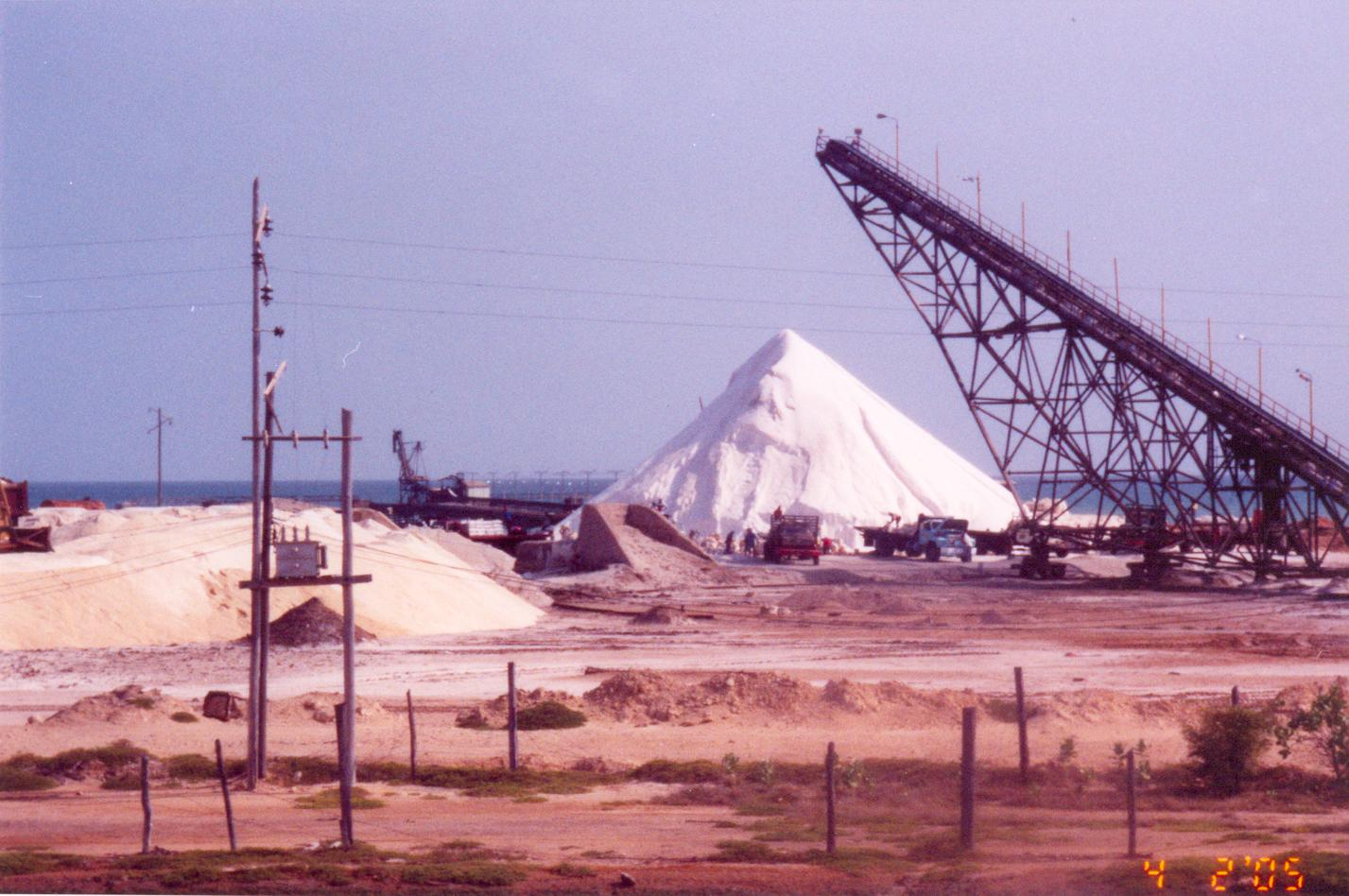
Видобуток солі

Гуахіра (ісп. Departamento de La Guajira, ваюунаїкі Wajiira) — один з департаментів Колумбії. Розташовується на північному сході країни та займає велику частину півострова Гуахіра. Омивається Карибським морем та межує з Венесуелою. адміністративний центр — місто Ріоача.

## Муніципалітети

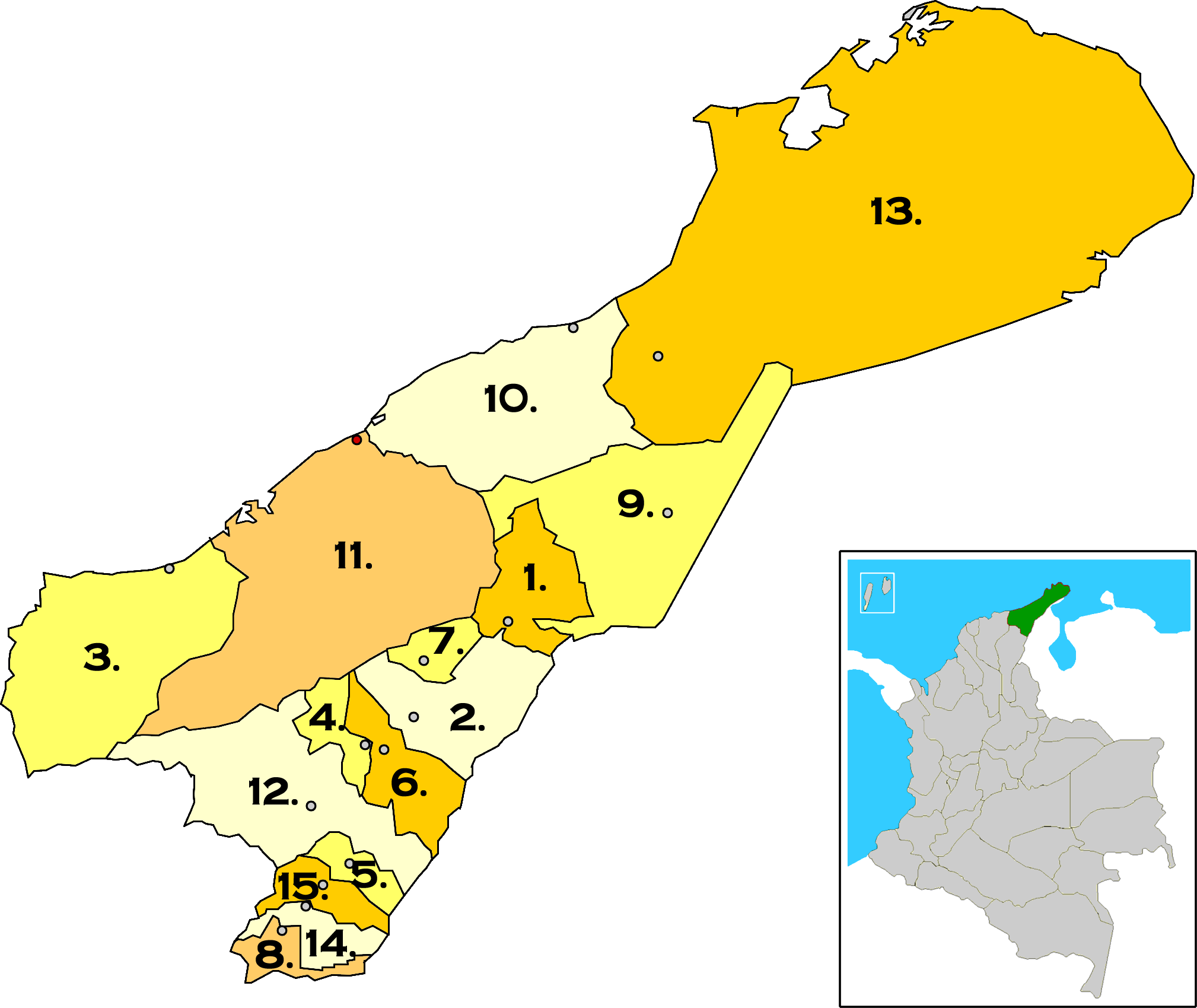
Провінції департаменту Гуахіра.

| № на карті | Прапор | Муніципалітети                           | Площа, км² | Населення, осіб (2010) |
| ---------- | ------ | ---------------------------------------- | ---------- | ---------------------- |
| 1          |        | Альбаном (Albania)                       | 425        | 20 898                 |
| 2          |        | Барранкас (Barrancas)                    | 742        | 22 207                 |
| 3          |        | Дібулья (Dibulla)                        | 1633       | 21 098                 |
| 4          |        | Дістраксьйон (Distracción)               | 232        | 12 203                 |
| 5          |        | Ель-Моліно (El Molino)                   | 190        | 8834                   |
| 6          |        | Фонсека (Fonseca)                        | 662        | 32 220                 |
| 7          |        | Атонуево (Hatonuevo)                     | 249        | 13 401                 |
| 8          |        | Ла-Хагуа-дель-Пілар (La Jagua del Pilar) | 267        | 2732                   |
| 9          |        | Майкан (Maicao)                          | 1 782      | 136 855                |
| 10         |        | Манауре (Manaure)                        | 1 971      | 68 578                 |
| 11         |        | Ріоача (Riohacha)                        | 3120       | 201 869                |
| 12         |        | Сан-Хуан-дель-Сесар (San Juan del Cesar) | 1215       | 37 879                 |
| 13         |        | Урібе (Uribia)                           | 8 200      | 102 155                |
| 14         |        | Уруміта (Urumita)                        | 329        | 13 450                 |
| 15         |        | Вільянуева (Villanueva)                  | 265        | 26 610                 |